# Villa arenaria
Villa arenaria är en tvåvingeart som beskrevs av Hall 1976. Villa arenaria ingår i släktet Villa och familjen svävflugor. Inga underarter finns listade i Catalogue of Life.